# 하리사 (튀니지 음식)
하리사(아랍어: هريسة)는 모로코, 튀니지, 알제리등의 마그레브 지역에서 먹는 매운 양념이다. 홍고추나 불린 건고추로 만드는 고추 페이스트로, 주로 바클루티고추, 세라노고추 등을 쓰며, 마늘, 올리브유, 향신료(쿠민, 캐러웨이 열매, 깟씨 등)와 소금을 넣어 만든다. 

## 같이 보기
- 고추장
- 사하위끄
- 아지카